# トルファン北駅
トルファン北駅（トルファンきたえき、ウイグル語: تۇرپان شىمالىي بېكىتى、中文表記: 吐鲁番北站、正体字: 吐魯番北站）は中華人民共和国新疆ウイグル自治区トルファン市高昌区にある中国鉄路総公司ウルムチ局が管轄する駅である。トルファン市北西部にあり、市内中心部から15km離れている。

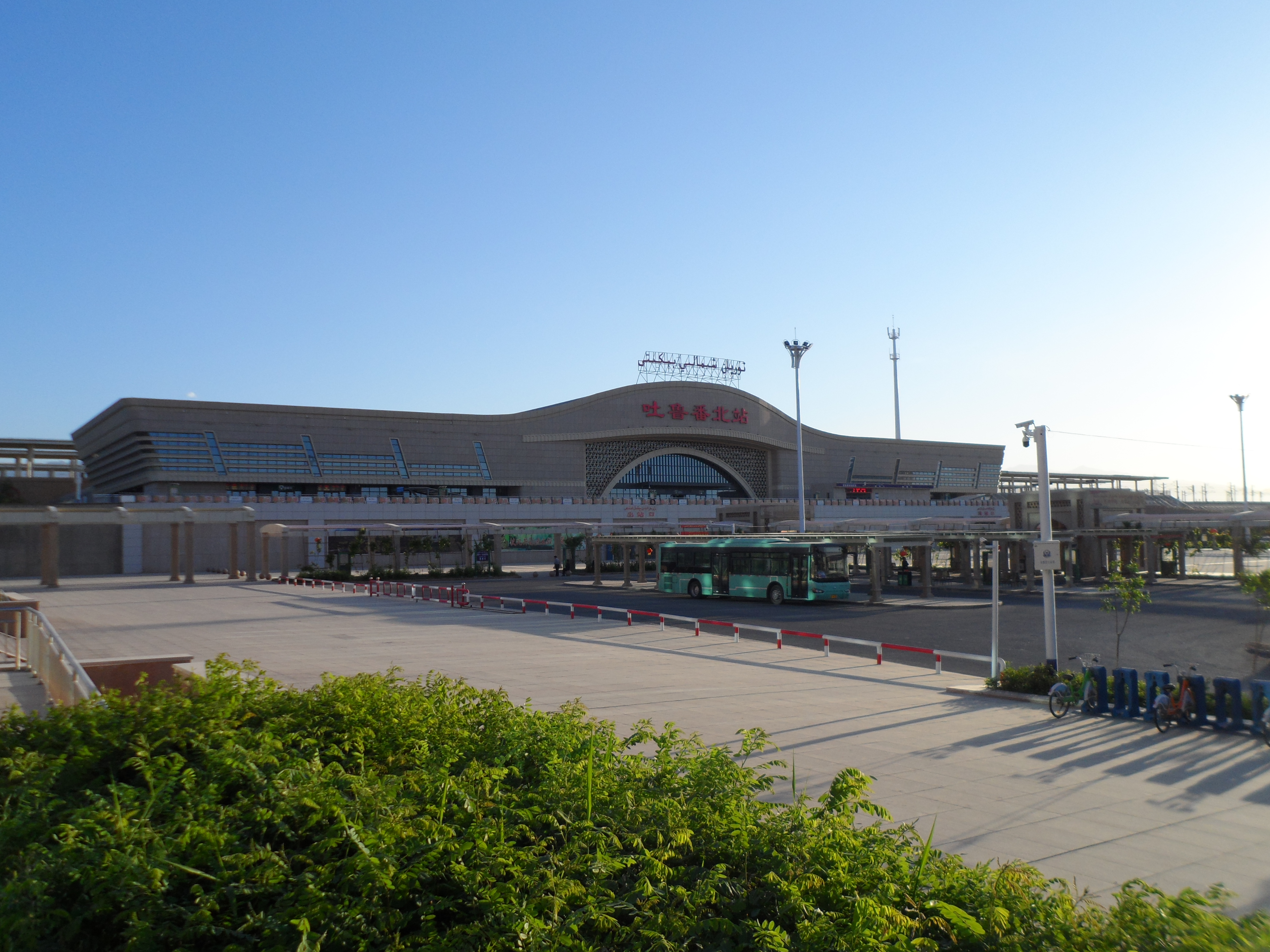
トルファン北駅

## 所属路線
- 中国国家鉄路集団
  - 蘭新線第二複線

## 歴史
- 2013年4月5日着工した[2]。
- 2014年11月16日開業した[3]。

## 隣の駅
中国鉄路総公司
蘭新線第二複線
ピチャン北駅 - トルファン北駅 - 大河沿駅

## 駅周辺
- トルファン国際会展センター
- トルファン交河空港
- G312国道
- 京新高速道路

## 参照項目
- トルファン駅